# Eva Nováková (fyzioterapeutka)
Eva Nováková (* 18. března 1965 Pardubice) je česká fyzioterapeutka, odbornice na mechanickou diagnostiku a terapii (MDT) podle konceptu Robina McKenzieho. 

## Život
V roce 2008 získala mezinárodní diplom v MDT (Dip. MDT) od McKenzie Institute International při postgraduálním studiu na University of Otago na Novém Zélandu a od roku 2014 je členkou Mezinárodního vzdělávacího výboru (IEC) McKenzie institutu International. Působí jako senior instruktorka MDT a vede certifikované kurzy v České republice.
Svoji profesní dráhu zahájila po ukončení nástavbového studia fyzioterapie v Praze v roce 1985. V roce 1994 složila atestaci v oboru léčebné tělesné výchovy. Následně se dále specializovala v oblasti MDT: v roce 2002 složila specializační zkoušku v Tucsonu v USA a v letech 2007–2008 absolvovala postgraduální studium MDT na University of Otago. Získaný diplom DipMDT jí umožnil stát se certifikovanou instruktorkou a členkou fakulty McKenzie mezinárodního institutu.
Téměř čtyři desetiletí pracovala na neurologickém oddělení Ústřední vojenské nemocnice v Praze, kde se od roku 2006 podílela také na metodickém vedení oddělení rehabilitační fyzikální medicíny. V současnosti působí v Certifikované McKenzie klinice v Kladně.
V oblasti výuky se dlouhodobě angažuje jak na univerzitní, tak na postgraduální úrovni. Od roku 2021 vyučuje MDT v rámci magisterského studia fyzioterapie na Fakultě biomedicínského inženýrství ČVUT. Již více než 20 let přednáší na 3. lékařské fakultě Univerzity Karlovy a v minulosti působila i na FTVS UK a na Klinice rehabilitačního lékařství 1. LF UK. Aktivně se podílí také na výuce v rámci klinické stáže mezinárodního diplomovaného MDT programu.
V rámci své odborné specializace absolvovala několik zahraničních stáží, mimo jiné na klinice Granta Watsona v Collingwoodu na Novém Zélandu (2018), v McKenzie Clinic v Montclairu v New Jersey (2008), v nemocnici St. Francis Hospital v Evanstonu (2001) a v Weiss Memorial Hospital v Chicagu (2000).

## Publikace
- Nováková E., Lopotová M. (2024): McKenzie mechanická diagnostika a terapie u problémů s krční páteří. Umění fyzioterapie, 17, s. 49–57 [1]
- Nováková E., Lopotová M. (2024): Kazuistika: Operovat výhřez Cp či nikoliv?. Umění fyzioterapie, 17, s. 58–63 [1]
- Stupková Z., Nováková E. (2019): Mýty, pověry a fakta v léčbě bolestivých stavů pohybového systému v rámci MDT. Bolest, 22(3), s. 95–101 [2]
- Nováková E., Říha M., Šolcová H., Letáková J., Häckel M. (2012): Postačí dostupné zobrazovací metody při výhřezu meziobratlové ploténky ke stanovení klinické diagnózy? Rehabilitace a fyzikální lékařství, 2, s. 34–40 [3]
- Nováková E., Říha M. (2017): Vertebrogenní algický syndrom – EBM a běžná klinická praxe. Česká a slovenská neurologie a neurochirurgie, 80/113(3), s. 280–284 [4]
- Nováková E. et al. (2013): Cvičení podle směrové preference nebo stabilizační cvičení u pacientů s chronickou bolestí beder: Randomizovaná kontrolovaná studie. Rehabilitace a fyzikální lékařství, 20(2), s. 51–57. online dostupné [3]

## Překlady a edice odborných publikací
- 2001 – Terapie bederní páteře přístupem Robina McKenzieho, Eva Nováková – fyzioterapie, ISBN 80-238-7047-5
- 2005 – překlad knih Léčíme si záda sami a Léčíme si krční páteř sami ( ISBN 978-80-904693-1-0 a ISBN 978-80-904693-2-7 )
- 2009 – Léčíme si rameno sami ( ISBN 978-80-904693-0-3 )
- 2013 – Léčíme si koleno sami ( ISBN 978-80-904693-4-1 )
- 2013 – korektura překladu Solving the Mystery ( ISBN 978-80-904693-3-4 )
- 2015 – audioprezentace MDT pro vysoké školy
- 2019 – Léčíme si kyčel sami ( ISBN 978-80-904693-5-8 )
- 2022 – Léčíme si kotník a achillovku sami ( ISBN 978-80-904693-6-5 )

## Odborné aktivity
- Spoluautorka odborného standardu UNIFY ČR „Pacient s bolestmi dolní části zad“ 2005–2007, reedice 2016 (online dostupné)
- Spolupráce s Bare Bear s.r.o. na edukačních materiálech pro děti ve střední a západní Evropě (online dostupné)